# Войцех Ленартович

Войцех (Адальберт) Лєнартович (пол. Wojciech (Adalbert) Lenartowicz; 1669, Замостя — після 1713) — будівничий (за іншими даними архітектор), що працював у Галичині.

## Життєпис
Народився 1669 року. Охрещений у колегіаті в м. Замості 14 квітня 1669. За одними даними, походив чи працював, зокрема, в Любліні. Раніше йому приписували авторство проєктів костелів, які насправді належать до доробку інженера Яна Міхала Лінка (пол. Jan Michał Link). У давнішій літературі його помилково ідентифікували як Войцеха Ленартовича (Ленарцика) — муляра з Любліна, представника старшого покоління.
Працював у стилі бароко. Його невеликі храми відрізнялись оригінальністю проєктів.
Автор проєктів:
- Костел святого Марка (Варяж)[4]
- Костел Внебовзяття Пресвятої Діви Марії (Угнів), працював як будівничий, автор проєкту — Ян Міхал Лінк,[1] за іншими даними — автор проекту[2])
- костел святого Антонія, село Великі Межирічі, 1702—1725 рр.[5]

## Світлини

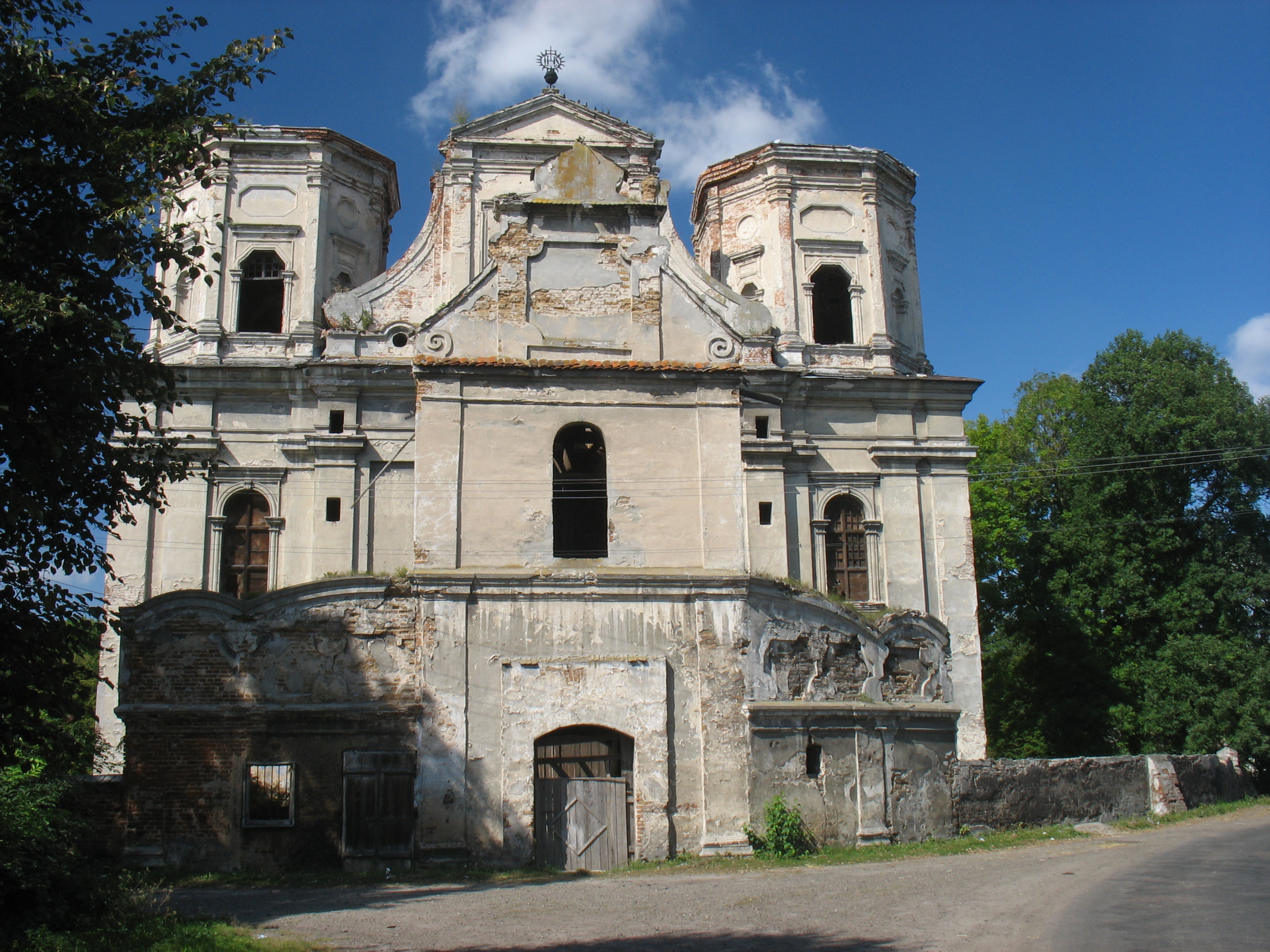
Костел Внебовзяття Пресвятої Діви Марії (Угнів)
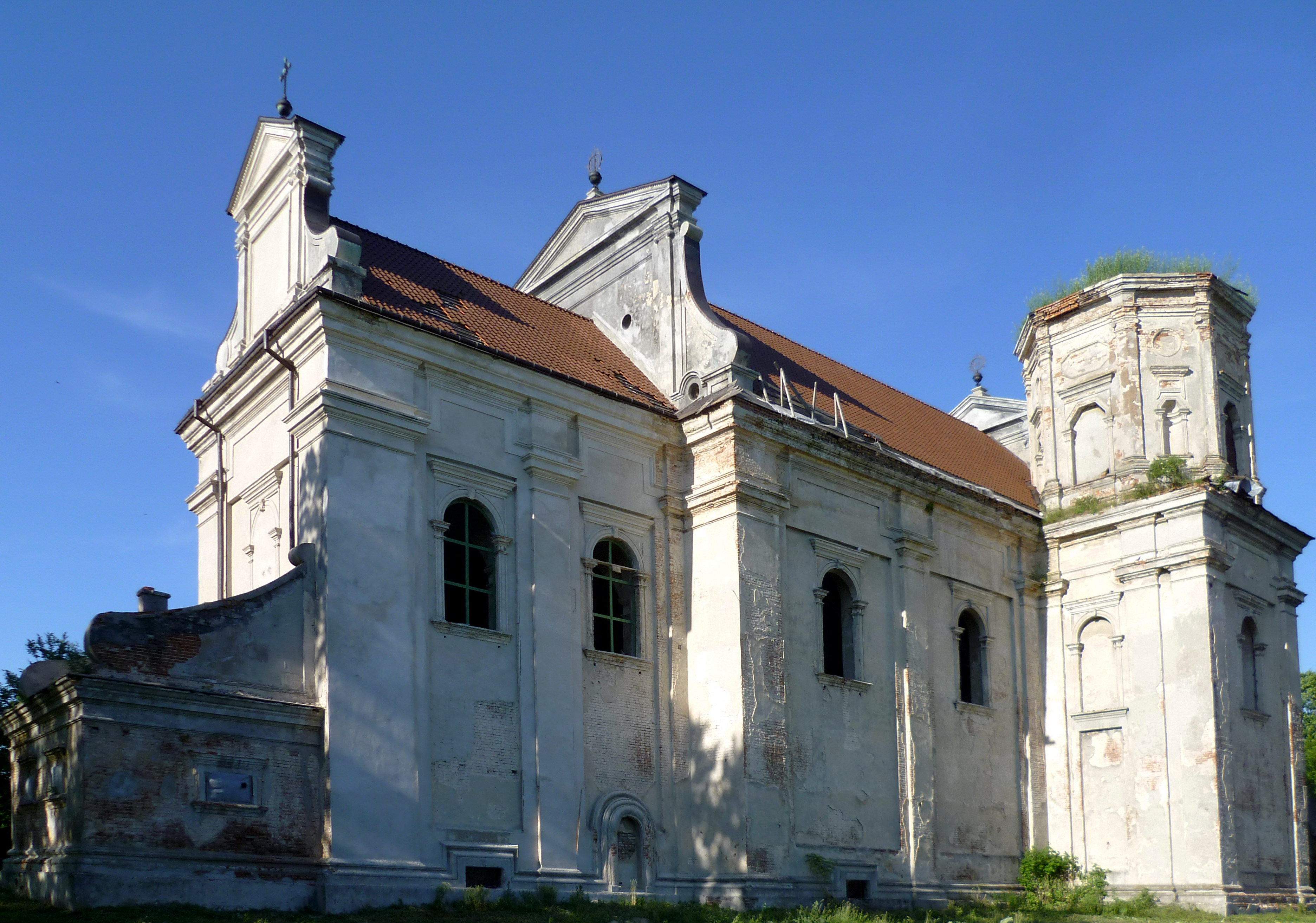
Угнів. Бічний фасад костелу
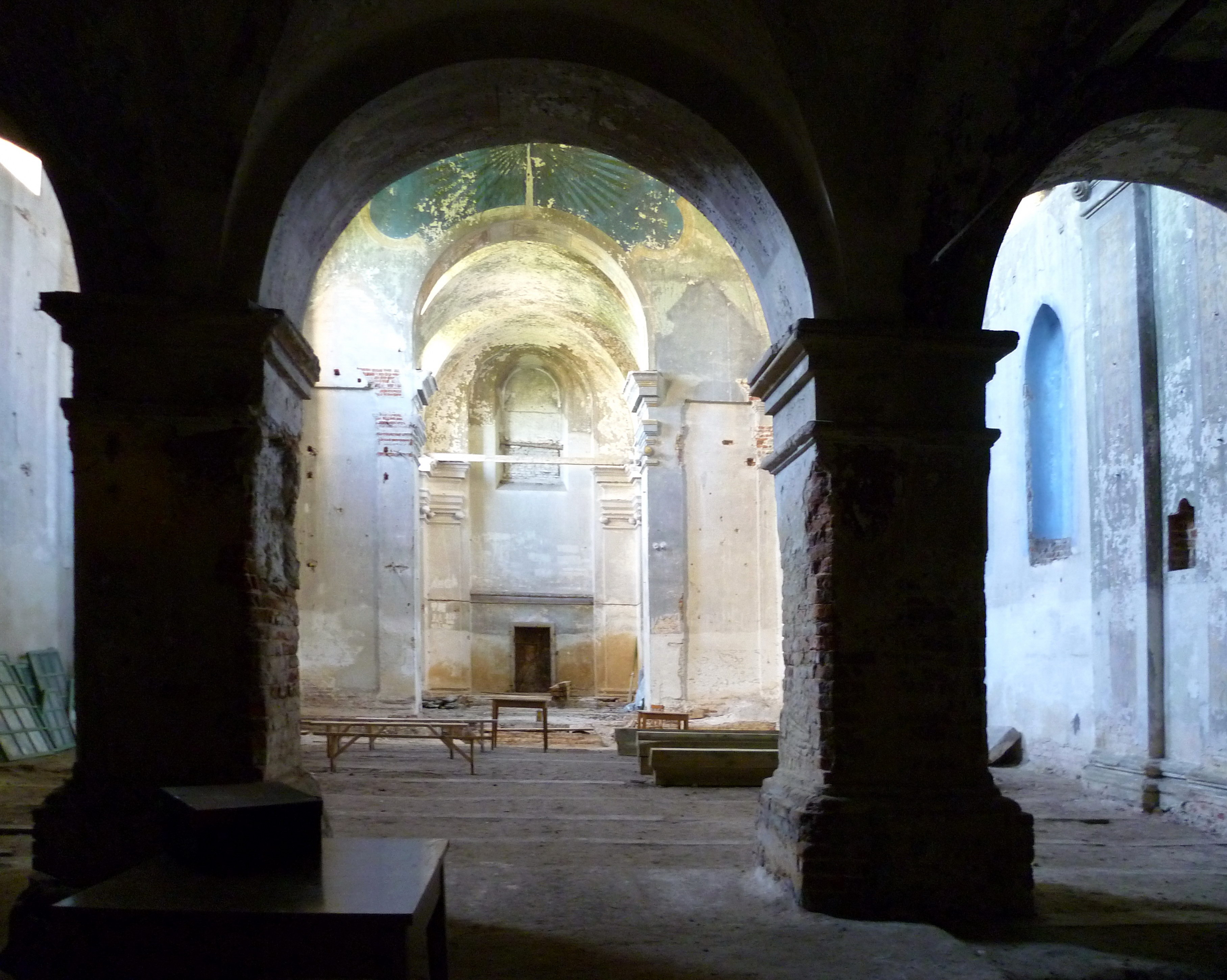
Угнів. Вівтар костелу. фото 2011 року.
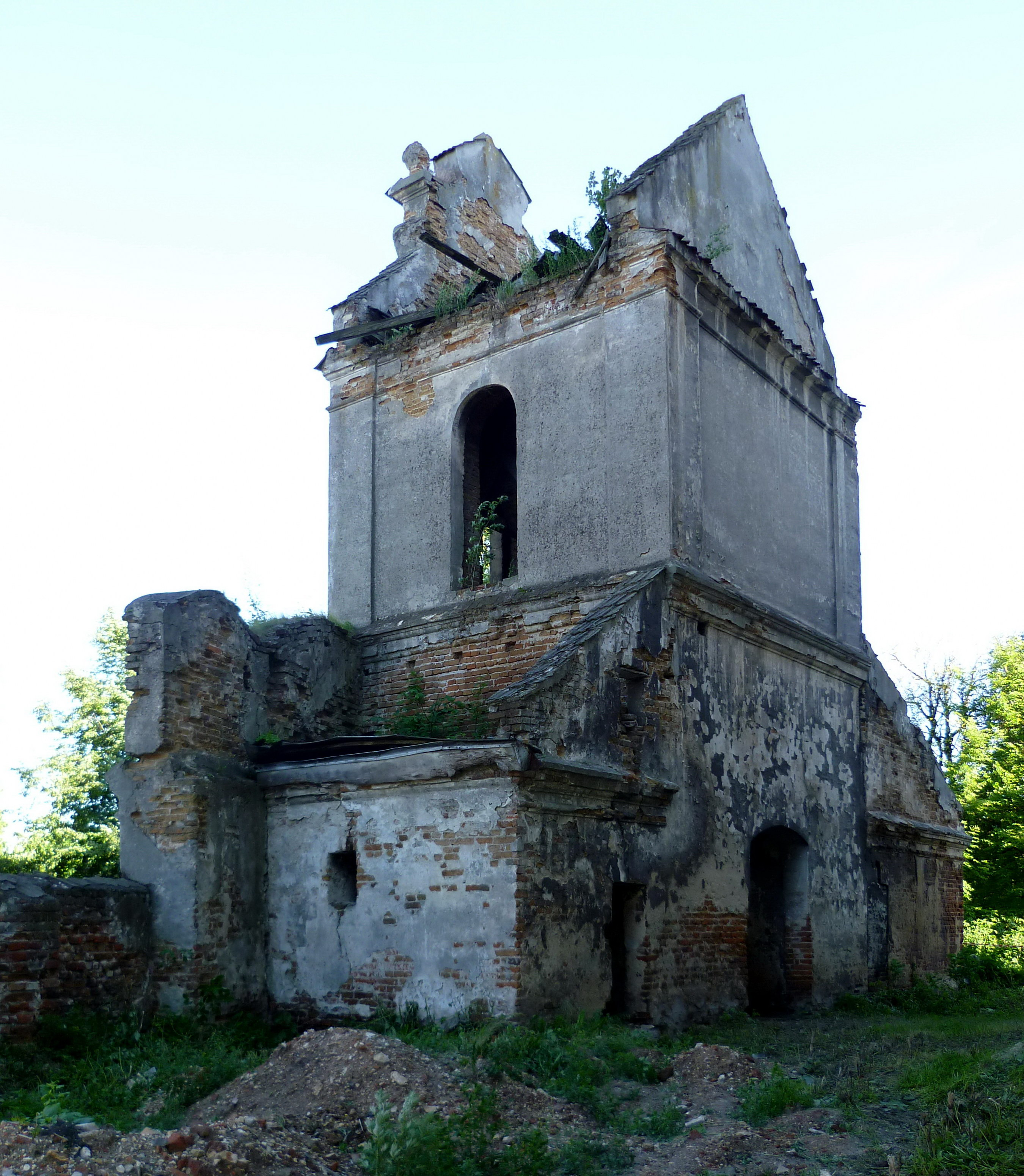
Угнів. Колишня дзвіниця костелу
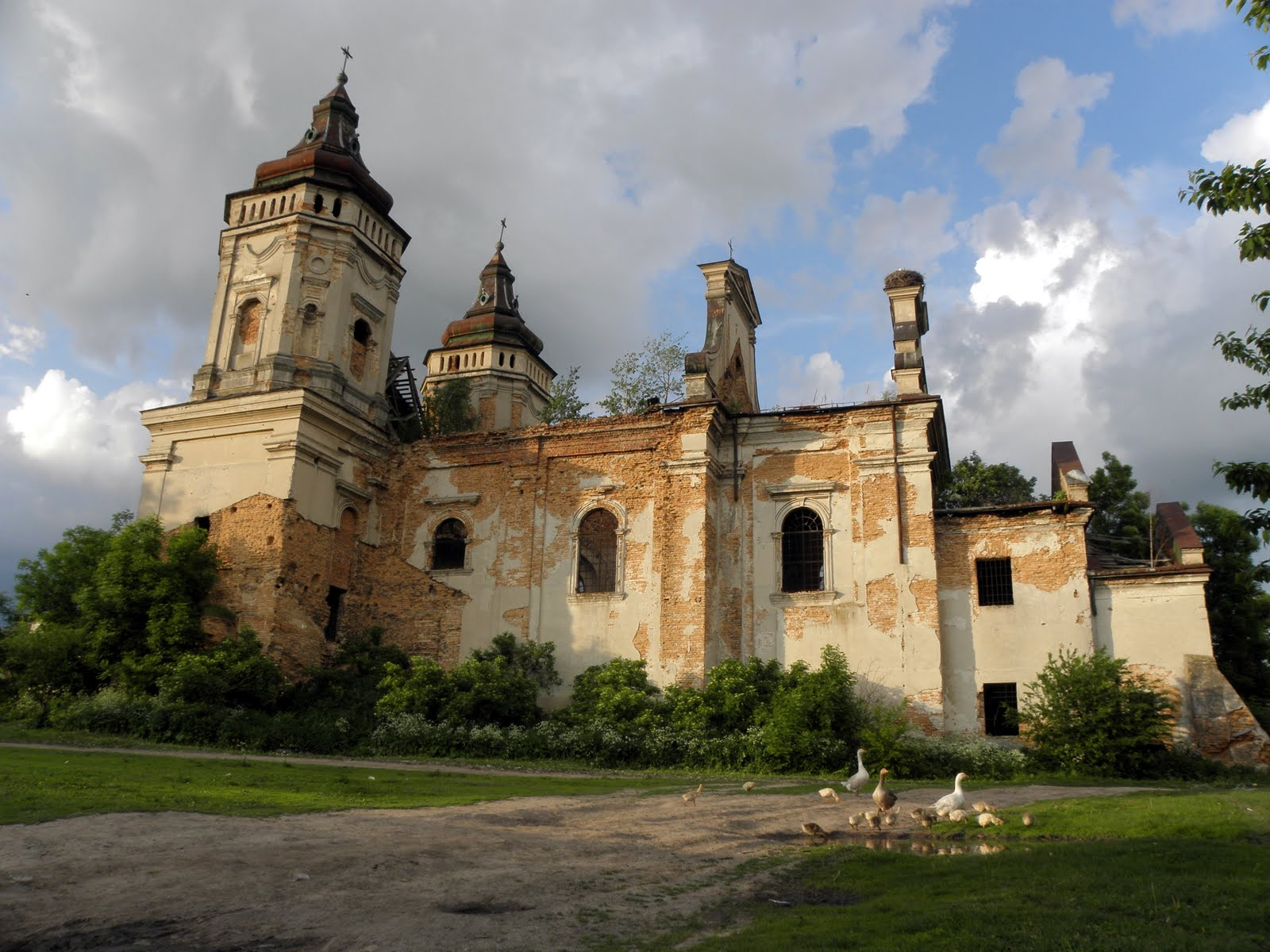
Варяж, Костел святого Марка